# Conferência das Novas Forças Emergentes
A Conferência das Novas Forças Emergentes (em inglês:  Conference of the New Emerging Forces, CONEFO) foi uma tentativa do presidente Sukarno da Indonésia de criar um novo bloco de "países emergentes" que seria um centro de poder alternativo às Nações Unidas e às "antigas forças estabelecidas" — uma categoria na qual Sukarno incluía os Estados Unidos e a União Soviética. A intenção era desenvolver o legado da Conferência de Bandung de 1955 e afirmar os interesses do Terceiro Mundo e uma postura neutra em relação à Guerra Fria.
Para sediar a CONEFO, a Indonésia construiu um novo complexo de edifícios em Jacarta com a ajuda financeira da República Popular da China. Como a CONEFO nunca se reuniu, o complexo — agora chamado de edifício MPR/DPR/DPD — abriga o parlamento nacional indonésio.
A CONEFO foi oficialmente estabelecida em 7 de janeiro de 1965, após o governo de Sukarno se opor à Malásia se tornar um membro não permanente do Conselho de Segurança da ONU em um momento em que a Indonésia havia declarado um conflito de baixo nível chamado Konfrontasi (confronto) contra a Malásia. Furioso, Sukarno retirou a Indonésia da ONU e formou uma organização mundial rival. Ele havia tomado medidas semelhantes em 1963, quando criou os Jogos das Novas Forças Emergentes (GANEFO) como uma alternativa aos Jogos Olímpicos.
A CONEFO foi dissolvida em 11 de agosto de 1966 pelo General Suharto, que havia tirado Sukarno do poder.

## Estados-membros da CONEFO

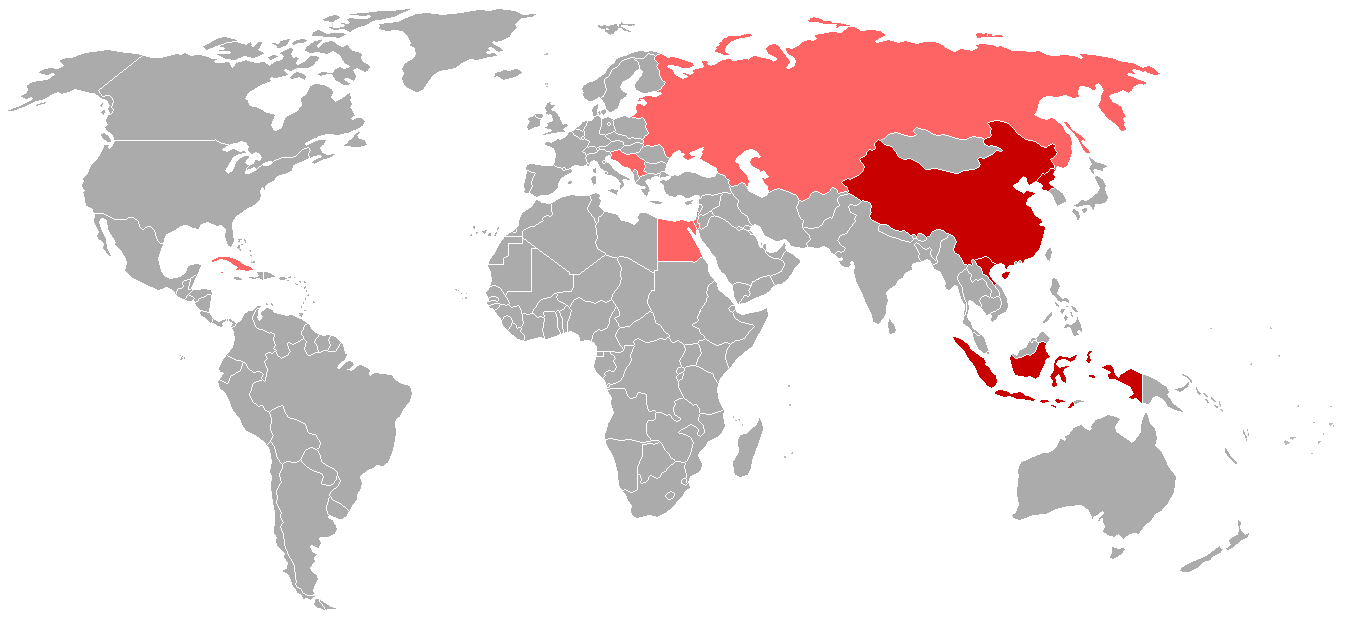
Estados-membros e observadores da CONEFO:
Estados-membros
Estados observadores

### Membros
- Indonésia
- China
- Coreia do Norte
- Vietnã do Norte

### Observadores
- União Soviética
- Cuba
- Iugoslávia
- República Árabe Unida